# Westliche Kaukasusotter
Die Westliche Kaukasusotter (Vipera dinniki), auch Westkaukasische Kreuzotter oder Dinnikis Kaukasusotter, ist eine Art der Echten Ottern (Vipera) innerhalb der Vipern (Viperidae). Ihre Verbreitung ist auf den westlichen und nördlichen Kaukasus beschränkt und schließt sich damit nördlich an das Verbreitungsgebiet der Kaukasusotter (V. kaznakovi) an. Der wissenschaftliche Name ehrt den russischen Zoologen Nikolai Jakovlevich Dinnik.

## Merkmale
Die Westliche Kaukasusotter erreicht eine durchschnittliche Länge von etwa 40 bis 55 cm, wobei die Weibchen größer werden als die Männchen. Sie gleichen der Kaukasusotter (V. kaznakovi) und der Steppenotter (V. renardi) in ihrer Färbung und Gestalt. Die Grundfarbe ist grau, graubraun, silbergrau oder graugrün mit einer Rückenzeichnung aus einem breiten dunklen und scharf abgegrenzten Zickzack- oder Wellenband. Die Körperseiten sind heller gefärbt und besitzen dunkle Flecken, die alternierend zur Rückenzeichnung stehen. Die Bauchseite ist dunkelgrau mit hellen Flecken. Von der Schläfe zieht sich ein Schläfenband über die Augen bis zum Mundwinkel. Gelegentlich kommen vollkommen schwarz gefärbte, so genannte melanistische Individuen, vor. Jungtiere besitzen die gleiche Färbung wie die Adulttiere, bei melanistischen Tieren setzt die Nachdunklung erst während der Ontogenese ein.
Der Kopf ist deutlich vom Rest des Körpers abgesetzt. Die Augen besitzen vertikale Pupillen. Auf der Kopfoberseite sind das Frontale, die Parietalia und die Überaugenschilde groß ausgebildet. Die übrigen Schilde sind in kleine Einzelschuppen aufgelöst. Der Überaugenschild bildet zum Rostrale eine scharfe Kante, das Nasenloch befindet sich inmitten des Nasale. Unterhalb der Augen befindet sich eine Reihe von Unteraugenschilden (Subocularia), darunter liegen 9 bis 11 Oberlippenschilde (Supralabialia). Die Körperschuppen sind gekielt. Um die Körpermitte liegen meistens 21, seltener 22 bis 23, Schuppenreihen. Die Unterschwanzschilde (Subcaudalia) sind wie bei allen Arten der Gattung geteilt.

## Verbreitung und Lebensraum

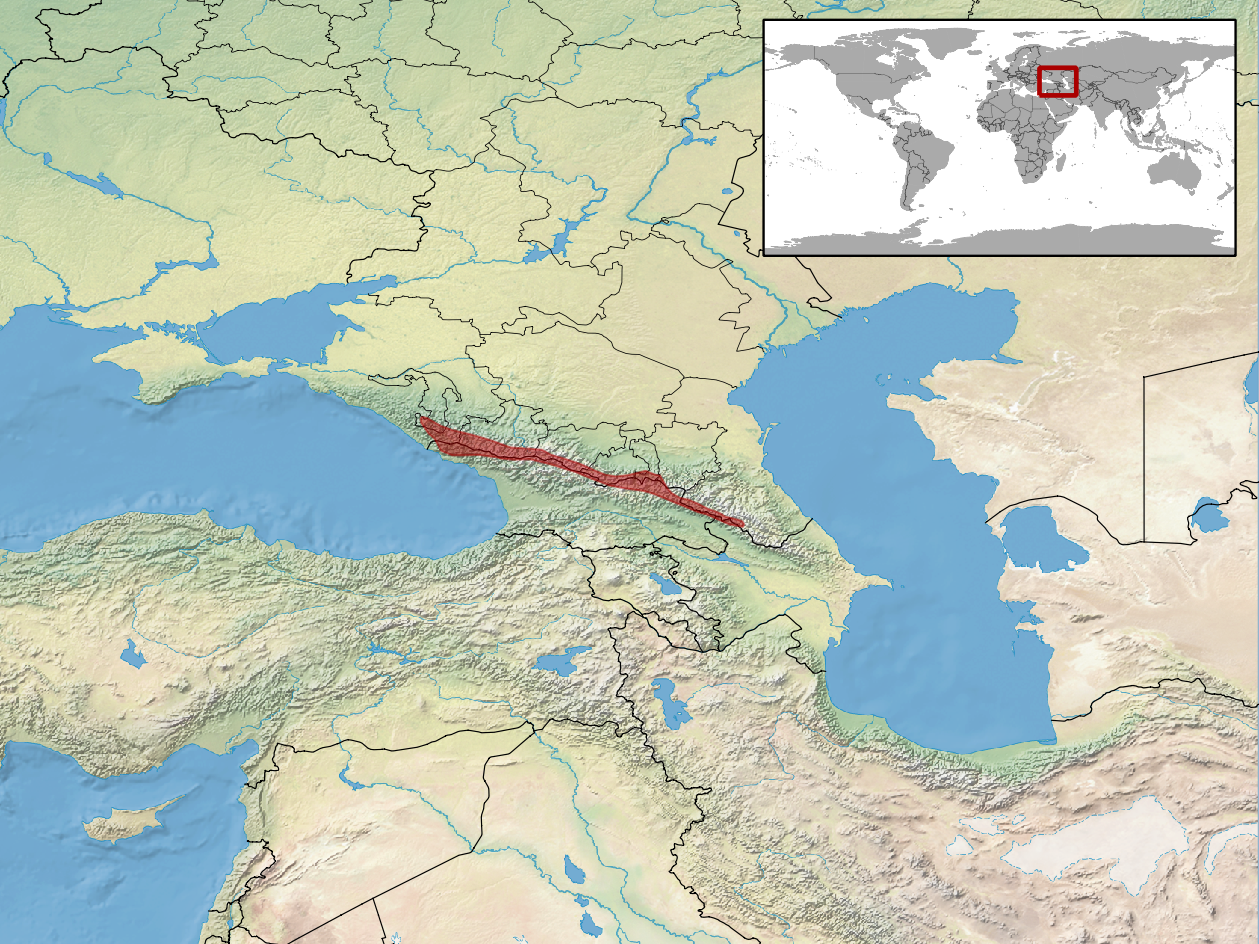
Verbreitungsgebiet

Die Westliche Kaukasusotter ist nur in den alpinen Regionen des westlichen und nördlichen Kaukasus vom Fischt-Oschten-Massiv bis zu den Schchara-Bergen zu finden. Als Lebensraum bevorzugen die Tiere Bergwälder, Bergwiesen, Geröllhalden und Moränen in Höhenlagen zwischen 1500 und 3000 Metern.

## Lebensweise
Die Westliche Kaukasusotter ist tagaktiv, wobei die Tiere entsprechend dem Sonnenstand morgens auf ostexponierten und am Spätnachmittag auf westexponierten Flächen zu finden sind. Die Winterruhe dauert sieben bis acht Monate. Sie ernährt sich vor allem von Kleinsäugern wie Mäusen und Ratten sowie von Eidechsen und jungen Vögeln, die sie durch einen Giftbiss tötet. Jungschlangen ernähren sich von Heuschrecken und jungen Eidechsen.
Die Paarungszeit der Otter liegt beginnt Ende April und reicht bis in den Mai. Die Schlange ist lebendgebärend (ovivivipar) und bringt 3 bis 5 Jungtiere zur Welt, die von August bis September geboren werden und sich schon in den ersten Stunden häuten.

## Schlangengift
Das Gift der Westlichen Kaukasusotter ist wie das aller Vipera-Arten hämotoxisch, eine ärztliche Behandlung mit einem adäquaten Antivenin ist notwendig.